# Mohamed Diané
Pour les articles homonymes, voir Diané.
Mohamed Diané né le 14 novembre 1971 à Conakry est un homme politique guinéen.

## Parcours politique
Ministre directeur de cabinet à la présidence de la République dans le premier gouvernement Saïd Fofana (2010-2014), il est le ministre de la Défense nationale, nommé par décret présidentiel le 26 décembre 2015 dans le gouvernement Youla, reconduit dans les gouvernements Kassory I et II respectivement le 24 mai 2018,, et le 19 janvier 2021 jusqu'au coup d'État du 5 septembre 2021.

## Arrestation
Mohamed Diané est mis sous mandat de dépôt à Maison centrale de Conakry le 6 avril 2022 après trois jours d’interrogatoire par la cour de répression des infractions économiques et financières, qui le poursuit pour des faits présumés d'enrichissement illicite et de détournements de deniers publics,.
Le 19 mai 2022, il devait être libéré avec une amende de trente milliards de francs guinéens et placé sous contrôle judiciaire, mais le procureur de la CRIEF s'oppose à sa libération,.
En novembre 2022, Diané est poursuivi en Guinée avec environ 180 membres du régime d'Alpha Condé, pour « corruption, enrichissement illicite, blanchiment d’argent, faux et usage de faux en écriture publique, détournement de deniers publics et complicité »,.
Le 23 octobre 2024, Le ministère public requiert, cinq ans de prison et une amende de 5 milliards de francs guinéens (537 000 euros), contre Mohamed Diané, pour détournement de fonds publics, enrichissement illicite, blanchiment de capitaux et corruption d’agents publics.
Le 18 décembre 2024, il est reconnu coupable de  « détournement de deniers publics, enrichissement illicite, blanchiment de capitaux et corruption d'agents publics  » et est condamné à cinq ans de prison et une amende de 5 milliards de francs guinéens. Le 23 décembre 2024,  les avocats de Mohamed Diané font appel de la décision.